# Spät-Nelke
Die Spät-Nelke (Dianthus serotinus), auch Späte Feder-Nelke, Sand-Feder-Nelke und Spätblühende Nelke genannt, ist eine Pflanzenart aus der Gattung der Nelken (Dianthus) innerhalb der Familie der Nelkengewächse (Caryophyllaceae). Sie ist ein seltenes pannonisches Florenelement.

## Beschreibung

### Vegetative Merkmale
Die Spät-Nelke ist eine ausdauernde krautige Pflanze, die Wuchshöhen von meist 20 bis 30 Zentimetern erreicht. Der grasgrüne Stängel ist fast stielrund. Die gegenständig am Stängel angeordneten Laubblätter werden vom Grund an schmäler und besitzen eine 1 bis 2 Millimeter breite, linealische, einfache, ungeteilte und ganzrandige Spreite.

### Generative Merkmale
Die Blühzeit der Spät-Nelke reicht in Mitteleuropa von Juli bis Oktober. Die zwei bis fünf Blüten befinden sich meist einzeln am Ende der Achsen in einem Blütenstand in Form eines Thyrsus. Die zwittrige Blüte ist radiärsymmetrisch. Die äußeren Außenkelchblätter sind stumpf und kurz bespitzt oder pfriemlich und mit einer kurzen Spitze versehen. Die inneren Außenkelchblätter sind eiförmig. Die Kelchblätter sind zu einer Kelchröhre verwachsen. Die fünf Kronblätter sind weiß; ihre 12 bis 18 Millimeter lange Platte ist bis zur Mitte oder etwas darunter zerschlitzt. Der oberständige Fruchtknoten trägt zwei Griffel.

### Chromosomenzahl
Die Chromosomenzahl beträgt 2n = 60.

## Ökologie
Bei der Spät-Nelke handelt es sich um einen Chamaephyten bis Hemikryptophyten.

## Verbreitung
Die Spät-Nelke ist ein pannonisches Florenelement und tritt in Österreich, der Slowakei, Ungarn, Polen, Rumänien, Kroatien, Serbien und der Ukraine auf.
In Österreich tritt die Spät-Federnelke nur im Naturschutzgebiet Sandberge bei Oberweiden in Niederösterreich auf Sandsteppen und sandigen Hügeln in der collinen Höhenstufe auf. In Österreich gilt die Art als vom Aussterben bedroht.

## Systematik
Die Erstbeschreibung von Dianthus serotinus erfolgte 1804 durch Franz Adam von Waldstein und Pál Kitaibel in Descriptiones et Icones Plantarum Rariorum Hungariae, S. 188. Ein Synonym für Dianthus serotinus Waldst. & Kit. ist Dianthus hungaricus Pers.
Die Spät-Nelke (Dianthus serotinus) gehört zur Artengruppe um die Feder-Nelke (Dianthus plumarius). 

## Bilder

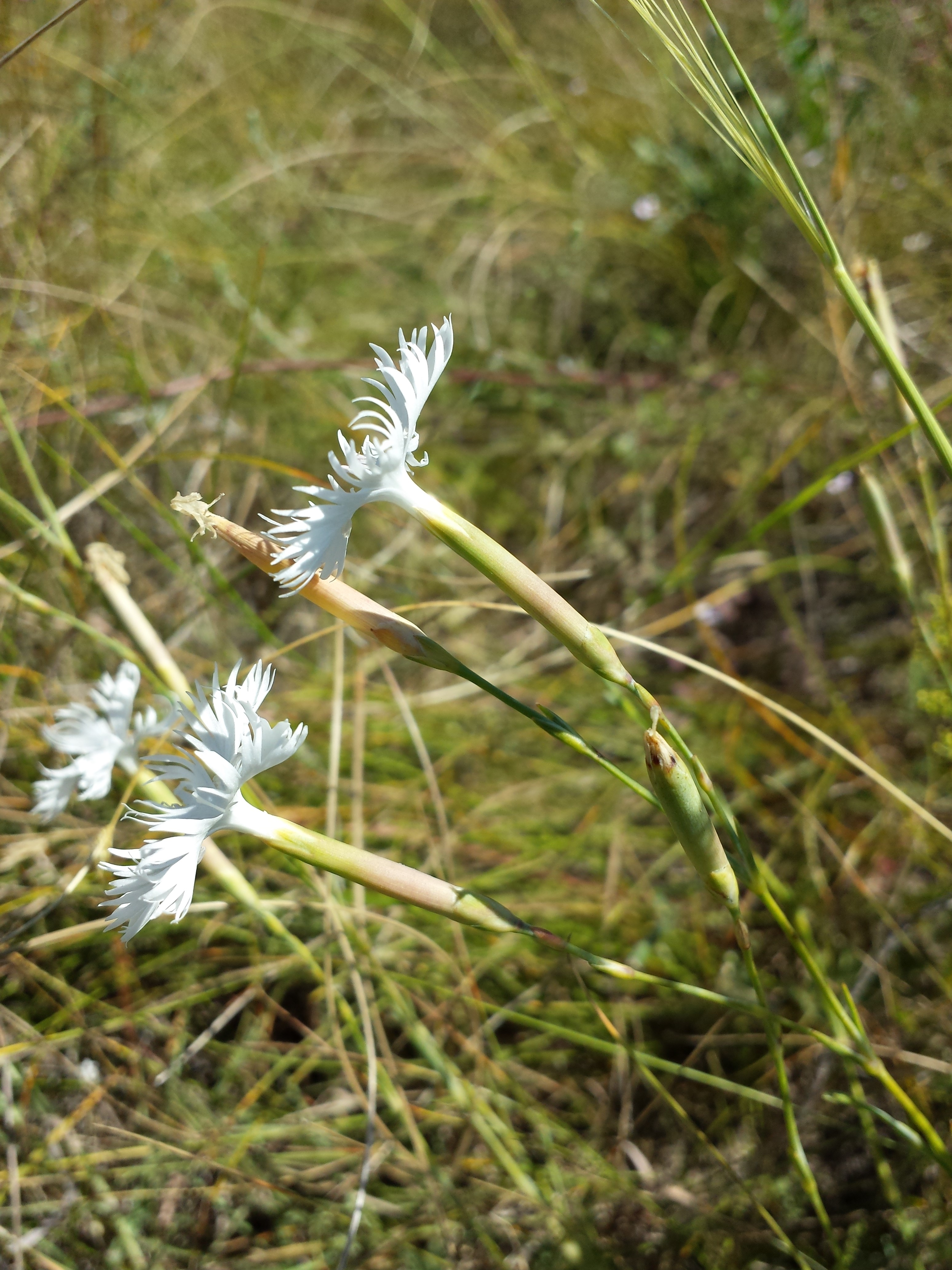
Habitus, blühend
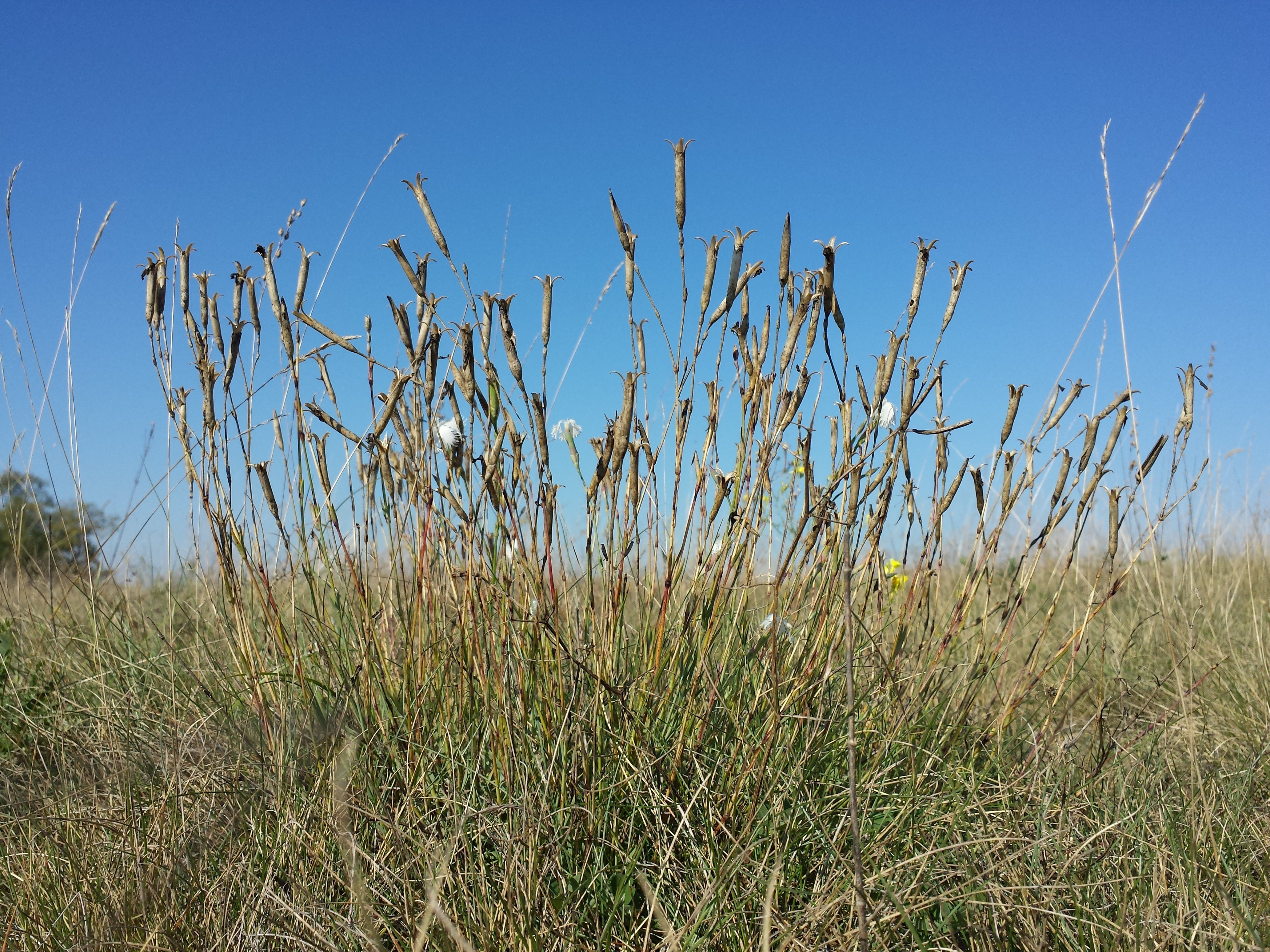
Habitus, fruchtend
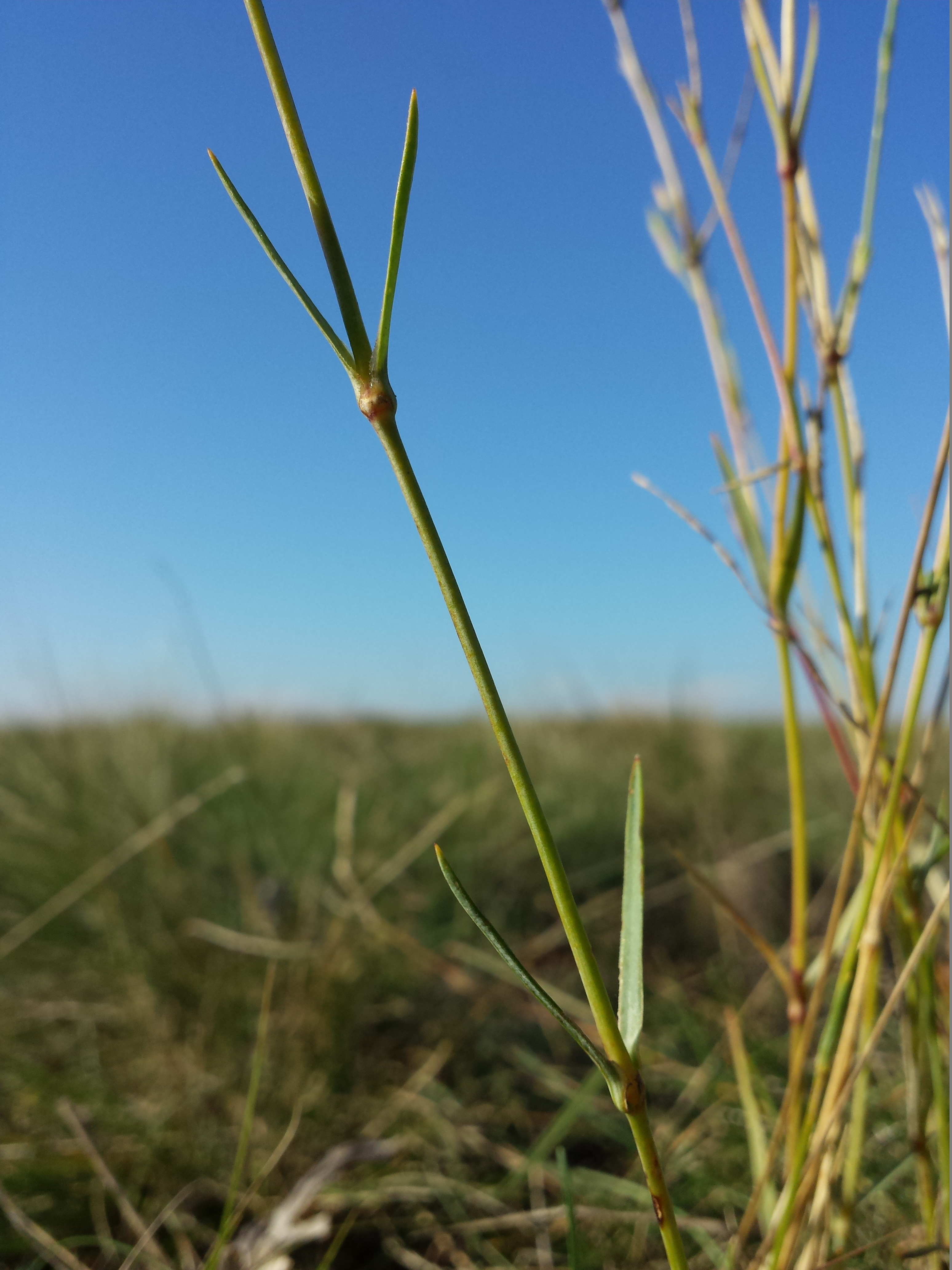
Stielrunder, grasgrüner Stängel mit vom Grund an schmäler werdenden Laubblättern.
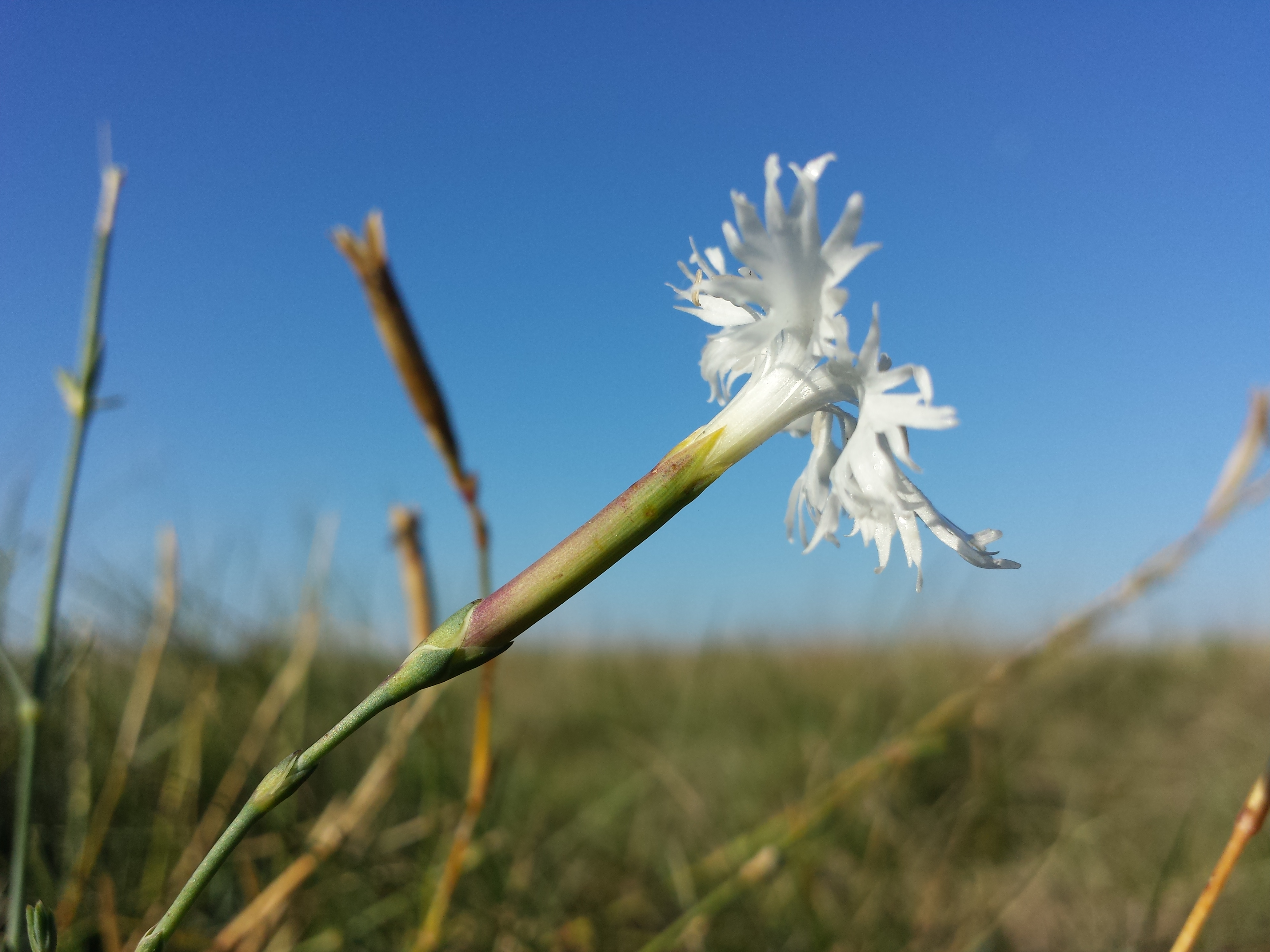
Blüte: die äußeren Außenkelchblätter sind stumpf und nur kurz bespitzt, die inneren Außenkelchblätter sind eiförmig und ebenfalls nur sehr kurz bespitzt.
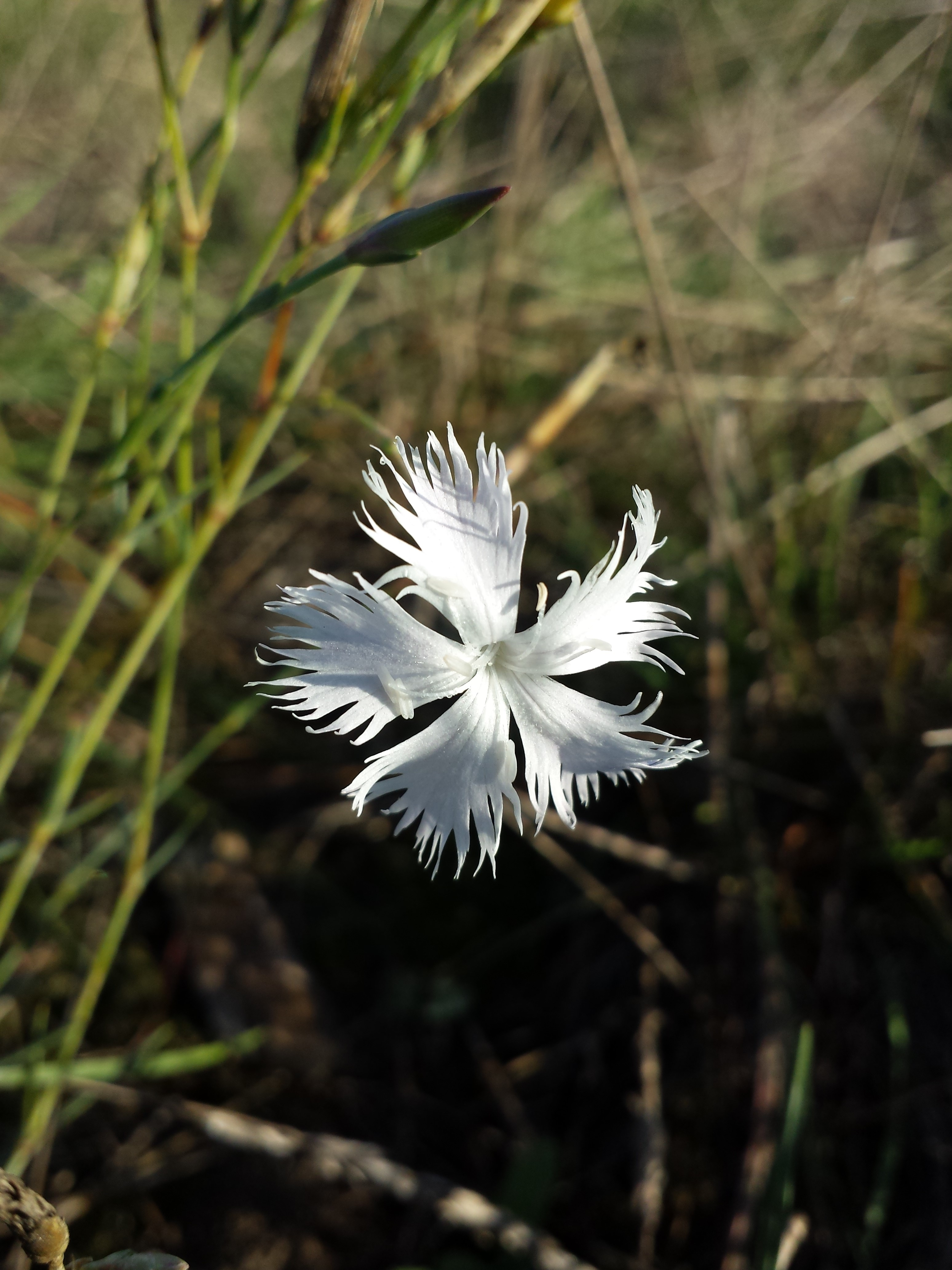
Die fünf weißen Kronblätter sind bis zur Mitte zerschlitzt.
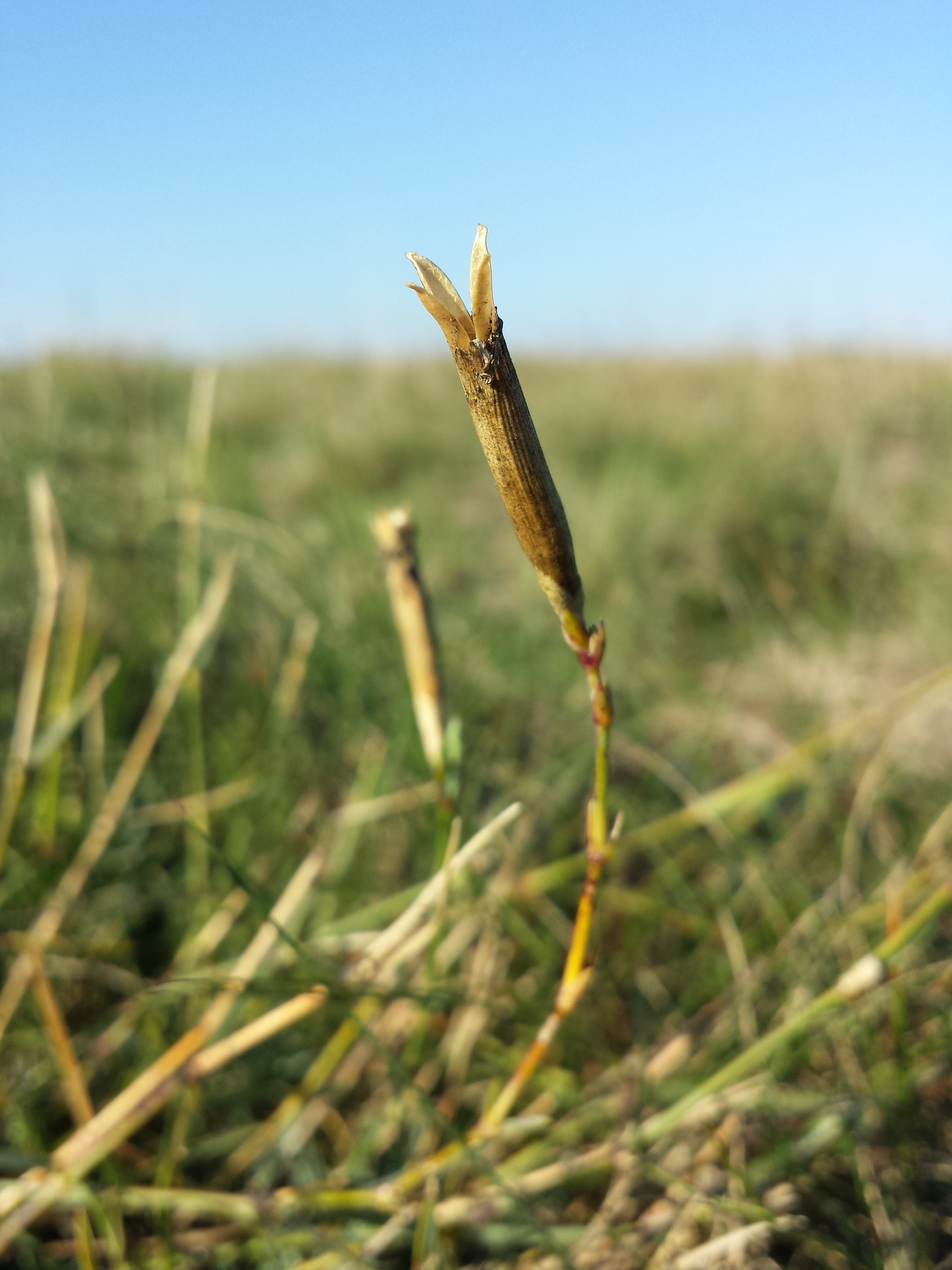
Die Kapselfrüchte öffnen sich mit vier Zähnen.